# Маргарет Воткінс
Маргарет Воткінс (англ. Margaret Watkins; 1884—1969) — канадська фотографка та феміністка. Відома новаторським внеском у рекламну фотографію та відкиданням традицій, зокрема, вона ніколи не одружувалася, була успішною жінкою з власною кар'єрою, демонструвала еротизм та фемінізм у своєму мистецтві та письмі в той час, коли жінки в основному залишалися вдома.

## Ранні роки
Дочка бізнесмена з Онтаріо та його шотландської дружини, Воткінс народилася в Гамільтоні, Онтаріо, 8 листопада 1884 року. Подорослішавши, Воткінс виявляла здібності до дизайну та рукоділля, і в 15 років уже продавала власні поробки в магазині батька. Також вона грала на фортепіано та співала в церковному хорі. У 1908 році Воткінс виїхала з дому, щоб працювати в Roycroft Arts and Crafts community та Sidney Lanier Camp. Саме в цих двох сільських утопічних громадах на північному сході США вона почала вчитися фотографії. У 1913 році вона переїхала до Бостона, де працювала асистенткою в комерційній фотостудії. Поза фотографією вона писала вірші та співала Мендельсона та Вагнера з хором Temple Israel Choir. Пізніше влаштувалася на роботу у фотограки Еліс Боутон у Нью-Йорку і почала навчатися у Кларенса Вайта в його школах у Нью-Йорку та Мені, де її інтерес до фотографії зміцнився. Пізніше вона там викладатиме.

## Кар'єра
Воткінс відкрила студію в Гринвіч-Вілледж, штат Нью-Йорк, а в 1920 році стала редакторкою щорічного видання Pictorial Photography in America. Вона успішно працювала рекламною фотографкою для Macy's, J. Walter Thompson Company та Fairfax, ставши однією з перших жінок-фотографок, які зробили внесок у рекламну фотографію. Вона також фотографувала пейзажі, портрети, ню та натюрморти. Викладала в Кларенса Вайта з 1916 по 1928 рік, серед її учнів були Маргарет Бурк-Аайт, Лора Гілпін, Пол Аутербрідж, Ральф Штайнер та Доріс Ульман.
Будучи однією з найперших художніх фотографок у галузі реклами, створювала образи повсякденних предметів, що встановили нові стандарти якості. З 1928 року, коли вона базувалась у Глазго, Воткінс взялася за вуличну фотозйомку в Росії, Німеччині та Франції, спеціалізуючись на фасадах магазинів та вітринах.
Маргарет Воткінс померла у Глазго, Шотландія, в 1969 році, значною мірою, в забутті.

## Спадщина
Спадщина Маргарет Воткінс полягає в її зразкових роботах, які збереглася, але також і в її прикладі як незалежної, успішної жінки. Queen's Quarterly припускає, що її життя є натхненням для самотніх жінок, які прагнуть самореалізації у своїх кар'єрах, а не традиційних гендерних ролях, з якими жінки стикаються через одруження та народження дітей.
Перед смертю Воткінс передала герметичну коробку з усіма своїми роботами своєму сусідові та виконавцю її заповіту Джозефу Малхолланду. Вона дала йому суворі вказівки не відкривати її до смерті. Згодом було проведено кілька персональних виставок її робіт у Великій Британії та Північній Америці, зокрема, в Галереї світла в Нью-Йорку (1984). Померши в листопаді 1969 року, вона залишила більшу частину свого маєтку благодійним музичним організаціям.
У жовтні 2012 року в Національній галереї Канади відкрилася ретроспективна виставка творів Маргарет Воткінс під назвою «Домашні симфонії». На цій виставці було продемонстровано 95 її фотографій, датованих з 1914 по 1939 роки, включаючи портрети, пейзажі, натюрморти, вуличні сцени, рекламні роботи та комерційні проєкти. Музика була життєво важливим натхненням для Воткінс, що випливає з назви виставки.
Марка із зображенням фотографії Маргарет Воткінс «Кухонна раковина» була випущена 22 березня 2013 р. Canada Post в рамках їх серії «Канадська фотографія». Зображення — це натюрморт раковини з посудом.